# 27422 Robheckman
27422 Robheckman è un asteroide della fascia principale. Scoperto nel 2000, presenta un'orbita caratterizzata da un semiasse maggiore pari a 2,7909232 UA e da un'eccentricità di 0,1522998, inclinata di 8,21292° rispetto all'eclittica.